# Anello d'oro
L'Anello d'oro (in russo Золотое кольцо?, Zolotoye kol'tso) è il gruppo di città storiche situate a nordest di Mosca e comprese nella zona conosciuta come Zales'e oppure Opol'e. Non si tratta in realtà di una denominazione storica, ma piuttosto di una denominazione nata per scopi turistici e commerciali, riunendo un certo numero di città storiche russe. Ecco spiegato perché il numero delle città che vi appartengono è da una parte instabile, dall'altra in crescita. Tuttavia tutte le città offrono un elevato interesse storico, culturale ed artistico, ricche come sono di chiese, monasteri e cremlini.
L'elenco ufficiale, disponibile sul sito ufficiale dell'Agenzia governativa per il turismo in Russia, è il seguente:
- Vladimir
- Kostroma
- Sergiev Posad
- Pereslavl'-Zalesskij
- Suzdal'
- Jaroslavl'
- Rostov Velikij
- Ivanovo

Altri elenchi includono anche altre città.